# Albrycht Baranowski
Albrycht (Wojciech) Baranowski herbu Jastrzębiec (zm. przed 1 października 1640 roku) – kasztelan kamieński w latach 1624–1640, starosta kcyński, dworzanin królewski.
Był katolikiem, bratankiem prymasa Wojciecha Baranowskiego.
Poseł na sejm 1611 roku z województwa kaliskiego i poznańskiego, poseł na sejm 1615 roku.